# 布雷尼翁
布雷尼翁（西班牙語：Breñón）是巴拿马奇里基省雷纳西米恩托区的一个城市。 该市面积为35.8平方（13.8平方英里），2010年时人口为755，故其人口密度为21.1名居民每平方（55名居民每平方英里）。 1990年时人口为532，2000年时人口为648。